# قصر الذئاب
قصر الذئاب (بالإنجليزية: Wolf Hall) رواية تاريخية للكاتبة الإنجليزية هيلاري مانتل. تعتبر واحدة من أفضل عشر روايات تاريخية، وجاءت في قائمة صحيفة الغارديان لأفضل 100 كتاب نشر في القرن 21. حصلت الرواية على جائزة مان بوكر العالمية في 2009، وجائزة نقاد الكتاب الوطنية 2012. نشرت في عام 2009 عبر دار فورث إيستيت، وترجمت إلى اللغات الإسبانية والعربية، والبرتغالية والليتوانية، والفنلدندية والألمانية.
تأتي الرواية كأول إصدار من ثلاثية (توماس كرومويل)، وهو شخصية تدور حولها أحداث الرواية، حيث توثق صعوده السريع نحو السلطة في عهد ملك إنجلترا هنري الثامن في الفترة من 1500-1535. صدر الجزء الثاني من السلسلة في 2012 بعنوان (أخرجوا الجثث)، والتي فازت أيضًا بالمان بوكر في العام نفسه، والجزء الثالث في 2020 بعنوان (المرآة والضوء) المرشحة للجائزة ذاتها ضمن قائمة عام 2020.